# 佐藤哲夫 (法学者)
佐藤 哲夫（さとう てつお、1955年 - ）は、日本の法学者。専門は、国際法・国際組織法。一橋大学名誉教授。広島市立大学広島平和研究所特任教授。安達峰一郎記念賞受賞。

## 人物・経歴
静岡県浜松市出身。1978年一橋大学法学部卒業。1980年一橋大学大学院法学研究科修士課程修了。フルブライト奨学生としてフレッチャー法律外交大学院に留学し、1984年修了、法律外交修士の学位を取得。同年一橋大学大学院法学研究科博士課程中退。
一橋大学法学部助手、同専任講師、同助教授を経て、1995年教授。1999年一橋大学大学院法学研究科教授。2018年定年退職、一橋大学名誉教授、広島市立大学広島平和研究所教授。この間、パリ第2大学やロンドン大学ロンドン・スクール・オブ・エコノミクスでも在外研究に従事。
専門は国際組織法で、1991年には「国際組織設立文書の解釈プロセス」により、安達峰一郎記念賞を受賞。1994年には『国際組織の創造的展開 : 設立文書の解釈理論に関する一考察』で一橋大学より博士（法学）の学位を取得した。審査員は秌場準一、筒井若水、大谷良雄。

## 著書
- 『国際組織の創造的展開 : 設立文書の解釈理論に関する一考察』勁草書房 1993年
- "Evolving Constitutions of International Organizations, A Critical Analysis of the Interpretative Framework of the Constituent Instruments of International Organizations"Kluwer Law International 1996年
- 『国際組織法』有斐閣 2005年
- 『国内避難民と国際法』（共著）信山社出版 2005年
- 『国連安全保障理事会と憲章第7章　集団安全保障制度の創造的展開とその課題』有斐閣 2015年
- 『国際法の実践（小松一郎大使追悼）』（共著）信山社 2015年